# Jordania en los Juegos Paralímpicos de Río de Janeiro 2016
Jordania estuvo representada en los Juegos Paralímpicos de Río de Janeiro 2016 por diez deportistas, siete hombres y tres mujeres.

## Medallistas
El equipo paralímpico jordano obtuvo las siguientes medallas:
| Nombre          | Deporte                   | Evento            |
| --------------- | ------------------------- | ----------------- |
| Oro             |                           |                   |
| —               |                           |                   |
| Plata           |                           |                   |
| Omar Carada     | Levantamiento de potencia | –49 kg masculino  |
| Tarwat Alhayaj  | Levantamiento de potencia | –86 kg femenino   |
| Bronce          |                           |                   |
| Yamil El-Shebli | Levantamiento de potencia | +107 kg masculino |